# Эль-Батина
Эль-Ба́тина (араб. منطقة الباطنة‎) — бывший регион (минтака) в Султанате Оман.
- Административный центр — Сухар.
- Площадь — 12 500 км², население — 772 590 человек оманцев (2010 год)

В 2011 году в ходе административно-территориальной реформы регион разделился на две мухафазы: Северная Эль-Батина и Южная Эль-Батина (территории уточняются).

## География
Расположен на севере, в приморской части страны (побережье Оманского залива). Простирается от Хатмат-Миляха на севере до Рас-эль-Хамра на юге, с запада регион ограничен горами Эль-Хаджр Эль-Гарби. Ширина прибрежной полосы составляет около 25 км.
На востоке граничит с мухафазой Маскат, на юго-востоке с регионом Эд-Дахилия, на юго-западе с регионом Эз-Захира, на западе с мухафазой Эль-Бурайми, на северо-западе с ОАЭ.

## Административное деление
Регион делился на 12 вилайетов (самое большое количество в Омане) с центрами в городах:
- Сухар
- Эль-Хабура
- Эс-Сахм
- Лива
- Шинас
- Эр-Рустак
- Барка
- Эль-Мусанна
- Эль-Ауаби
- Вади-эль-Муавиль
- Нахль
- Эс-Сувайк